# 大学図書館

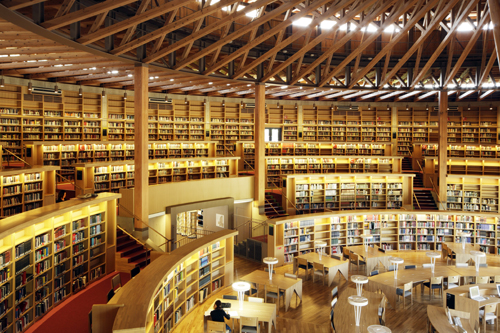
大学図書館の一例
（国際教養大学中嶋記念図書館）

大学図書館（だいがくとしょかん、英語: academic library）は、大学、短期大学および高等専門学校によって設置される図書館、学部研究科の分館や研究所の図書室等を指す。日本では大学図書館のための法が存在せず、その設置根拠は大学設置基準の条文内で言及されていることに拠る。大学設置基準第36条では大学の組織及び規模に応じて図書館を設置することが言及されており、第38条において、「学部の種類、規模等に応じ、図書、学術雑誌、視聴覚資料その他の教育研究上必要な資料を図書館を中心に系統的に備えるものとする」と定められている。一般的に個々の大学では学内規定において図書館設置の根拠、目的が明示されており、多くの場合大学の研究・教育に資することが設置の目的とされている。したがって大学図書館では教員および学生に対し、研究活動への支援と教育活動への支援という2つの役割が求められる。なお、国立大学では国立大学法人化以前は国立学校設置法第6条の記述に依拠して全ての大学図書館が「○○大学附属図書館」を称していたが、国立大学法人法では図書館に関する規定がないために、組織や名称を変更し、情報メディアセンターと称している大学もある。

## 歴史と概観
大学図書館の起源は中世後期ヨーロッパにおける大学の形成、発展と密接に結びつくものであった。大学図書館の成立は中世の大学における学寮（collegium）図書館に求めるのが一般的とされるが、それ以前にも国民団による図書館があったとされる。パリ大学の学寮のひとつであるソルボンヌ学寮では、1289年に図書館が開設されている。また、14 - 15世紀にかけて君主諸侯によって創設された大学では、それまでの自然発生的な大学と異なり当初から体系的な組織を持っていたため、神学部、法学部、医学部とその予備段階である教養学部が用意され、教養学部による学部図書館が形成されていった。この例では1384年に設置されたウィーン大学の図書館が挙げられる。
16世紀以降、活版印刷の発明による印刷物の普及と、修道院に対する政治的圧迫により修道院所蔵の多くの書物が大学図書館に移されたことにより、大学図書館の蔵書数は増大していくが、反面大学図書館の書物が没収を命じられることもあり、その発展は一様ではなかった。また、大学のあり方が設置者である領邦君主の宗派的立場と強く結びついたドイツでは、17 - 18世紀を通じて大学活動が停滞期にあたり、蔵書数の増加ペースはゆるやかなものであった。しかしながら近世から近代に移行する中で、ドイツでは啓蒙主義運動が主として大学で展開されたことで前時代の宗派性から脱却し、18世紀後半から19世紀にかけてゲッティンゲン大学では自由な研究・教育を支援するための先進的な図書館活動を展開した。
1910年代以降の20世紀において世界の学問研究の中心となったのはアメリカであり、それにともなって大学図書館もアメリカが世界をリードするようになった。大学が研究の場という性格を強めるにしたがい研究職である教授にとって図書館長を兼任するメリットを見出せなくなっていたが、先述のゲッティンゲン大学では教授兼任館長制度を固持したために時代にあわせた改革をとることが出来なくなっていた。植民地時代から建国当初のアメリカでは、聖職者以外に大学卒を必要とする職業が存在せず、したがって大学も伝統的な教育を行う場であって図書館が重視されることもなかった。アメリカでは初期の大学図書館が有用でなかったために、学生達自らが会費を募り運営する会員制の図書館（society library）が発達し、19世紀後半まで続いたが、大学院制の導入などアメリカの大学での制度改革が進展するにしたがい、大学図書館も発展し、これらsociety libraryの蔵書を吸収していった。世界で初めて大学院を設置したジョンズ・ホプキンス大学の初代学長ダニエル・C・ギルマンは、『図書館は大学の心臓である』という言葉を伝えている。もっとも、アメリカにおける大学図書館改革の旗手となったのはジョンズ・ホプキンス大学ではなくハーバード大学とコロンビア大学であり、前者では1877年図書館長に就任したジャスティン・ウィンザーの下で、後者では1877年館長に就任したメルヴィル・デューイの下で改革が行われ、ハーバードでは指定図書制度という大学図書館固有の制度が始められ、コロンビアでは開架制やレファレンス・サービスなど今日の図書館活動において欠かせないサービスも始められた。これら改革の成果は南部や西部では遅れがあったものの他の大学も追随する所となった。
アメリカの大学図書館の発展は世界恐慌と第二次世界大戦の影響を受けた1930 - 40年代において停滞をみたものの、戦後再び発展を遂げたが、大学環境が激変する中で新たな諸問題への対応を迫られることとなった。復員兵士への大学就学機会が与えられたことで、これまで大学と無縁であった階層の若者にも大学を通じて学ぶようになり、さらに進展した大学の大衆化に対応した図書館像が求められるようになったのである。研究の高度化と学生の大衆化が進んだ現代の大学においては、古典的な意味での研究と教育の一致が困難であり、これに対応するものとして独立の学部学生用図書館が設置されるようになった。独立施設としての設置は1960年代がピークで以降減少していくが、大学図書館において研究者と学生とのサービス機能を分離するという考え方は、後に国際的にも広く普及する所となった。

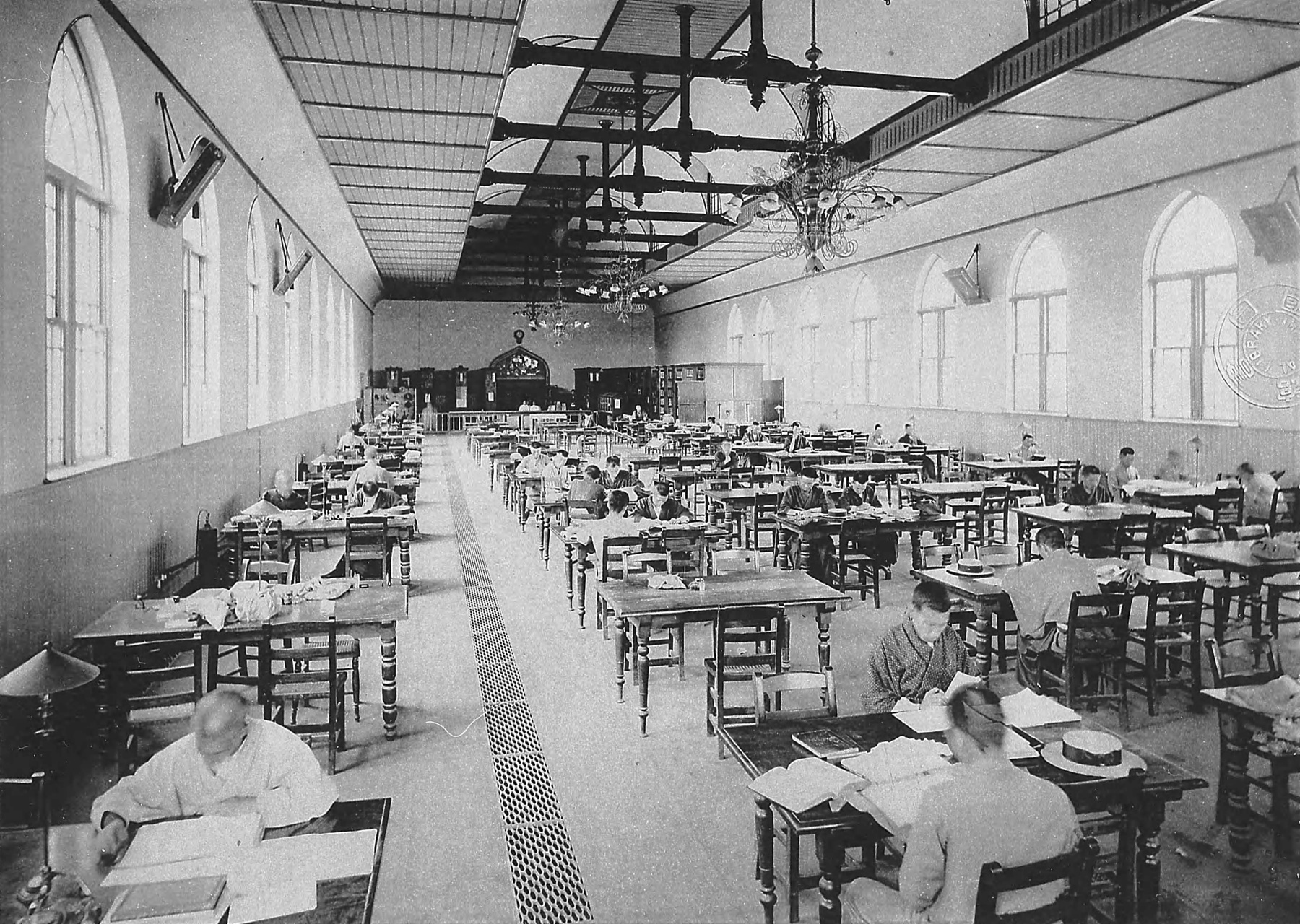
東京帝大図書館学生閲覧室（1900年）

日本では、1877年に東京大学に設置された図書館（現在の東京大学総合図書館）を嚆矢とする。これは、「図書館」という呼称を用いた最初の例でもあった。1882年には早稲田大学の前身である東京専門学校に図書館が（現在の早稲田大学図書館）、1885年、87年には中央大学、同志社大学に図書館が設置されている。東京大学は1886年帝国大学令公布にともない帝国大学に移行（1897年京都帝国大学開学にともない東京帝国大学に再改称）するが、当初の帝国大学図書館規則では図書館設置の目的を図書の貯蔵にあるとしていた。1919年帝国大学令が改正され分科大学制から学部制へと移行し、総合大学としての機構が形作られるようになる時期と前後して、図書館に対するとらえ方も単なる図書の貯蔵から脱却し、全学的な図書の管理を目的とする考え方に移行していったが、戦前の大学教育は学生が図書館を利用することを考慮したものではなかった。
第二次世界大戦後、敗戦にともない学制改革が行われ、1946年に教育基本法および学校教育法を公布、1949年には国立学校設置法が公布され、戦前の大学教育が制度上一掃されるに至り、大学図書館もその理念を新たに問い直されることとなった。1947年大学基準協会が発足し、大学図書館のあり方について4年余りの検討の末『大学図書館基準』を公表。これは最低限の基準を示すものであり、大学図書館のあるべき姿の示準とはならなかったが、以後国立、私立、公立と設置者別に大学図書館の改善要項が作成されてゆくこととなった。また、戦後の経済発展と軌を一にする大学数の増加および大学進学率の向上と、それにともなう学生数の増加により、大学図書館も量的な拡大・質的な向上を遂げていくこととなる。
1960年代には私立大学が国立大学に先んじて大学図書館のハード面の充実を進め、サービス面においても、館外貸出の一般化、開架式書庫の増加、レファレンスサービス導入といった取り組みがなされるようになった。また、1960年代後半から図書館業務へのコンピュータ導入が模索され、1968年に京都産業大学でシステムが稼働している。
1970年代に入るとより改善の動きが進展し、また変動相場制導入による円高の進行を受けて高価な洋書の購入がしやすくなったために蔵書が充実することとなった。1970年代以降大学図書館の大型化が進み、70年代後半にはオンラインデータベースサービス導入の取り組みも始められた一方、大型化は大学間の格差を広げるものでもあった。
1980年代以降、業務のコンピュータ化がいっそう進み、資料の収集・整理・貸出や文献検索に至るまで幅広く用いられるようになり、館内業務のみならず全国的な図書館の相互協力にもコンピュータが活躍するようになっていった。各地の大学図書館の学術情報のデータベース化と、その横断的な検索・利用システムを導入する試みが始められたのである。1980年に学術審議会より出された『今後における学術情報システムの在り方について』の答申により大学図書館の機械化と学術情報収集・提供の方針が示され、1986年には東京大学文献情報センターを母体として学術情報センター（National Center for Science Information System、略称NACSIS、後の国立情報学研究所）が発足、このNACSISにより、全国の総合目録の形成と、全国の大学への学術情報の公開がなされた。1991年、大学設置基準が改訂され、大学図書館は法令上は依然として大学の施設・設備としての位置づけながら図書館について独立した一条が設けられ（第38条）、従来の定量的な図書冊数の基準が削除されて教育研究上必要な資料を系統的に備えるものと新たに規定された。
1990年代は情報技術の向上とインターネット通信の普及を背景に、電子図書館を目指す動きが加速した。1990年代を通じてOPACが急速に普及し、1996年学術審議会より出された『大学図書館における電子図書館機能の充実・強化について （建議）』では大学図書館を学術情報ネットワークの結節点と位置づけ、緊要な課題として電子図書館化の推進の必要性を指摘したのである。これを受け奈良先端科学技術大学院大学をはじめとする国立5大学により先導的電子図書館プロジェクトが推進された。他方、電子図書館化の流れと並行して、実際の図書館間での相互利用、連携の取り組みも始められ、新潟市での県立図書館、市立図書館、新潟大学附属図書館での相互貸借の取り決めや、山手線沿線私立大学図書館コンソーシアムや多摩アカデミックコンソーシアムなどの連携協定がみられるようになった。
2000年代以降においても電子図書館化の流れは継続し、2001年以降は国立大学で電子ジャーナルの利用が急速に進み、研究の基盤として広く利用されるものとなった。一方で、高額な電子ジャーナルの購入が図書館予算を圧迫し、また学術雑誌も価格高騰が続いているために、雑誌の購入タイトル数が減少し、結果として研究者のもとに学術情報が入りにくくなる「雑誌の危機」という現象ももたらされている。個々の教員・研究者が電子ジャーナルを購入しそれを研究に役立てる受益者負担の考え方から、電子ジャーナル購入を全学の共通経費とする発想の転換が求められているが、共通経費化は個々の教員に配分されてきた予算の削減を意味するという問題も抱えている。また、電子ジャーナル購入に際し複数の大学図書館が連携して価格交渉にあたる電子ジャーナルコンソーシアムの考え方も生まれている。

## 日本における大学図書館の様態と運営
大学図書館の定義には、大学によって設置されるもののほかに、短期大学、高等専門学校によって設置されるものも含むが、その設置根拠はそれぞれの設置基準（大学設置基準、短期大学設置基準、高等専門学校設置基準）内において言及されていることに拠る。大学が設置する狭義の大学図書館においては設置者別（国立大学附属図書館、公立大学図書館、私立大学図書館）や分野別（医学、薬学、音楽、農学、体育、仏教）などの分類がなされ、それぞれに協会や協議会を結成して協力関係を築く例も見られる。また、小規模大学では単館のみの運営であるのに対し、大規模大学では中央図書館とキャンパスごとの分館あるいは医学図書館などの主題別の部局図書館が設けられている例もあり、運営の形態は様々である。冒頭において図書館を情報メディアセンターに改組・改称する大学があると述べたが、これは1980年代以降コンピュータを用いた学術情報基盤の整備にともない大学図書館が担う業務領域が変容したことが背景にあり、大型計算機センターを母体とする情報基盤センターに図書館組織を組み込むことで、情報関連の部局統合を図ったことによるものである。館長職については、日本では教員が兼任で務めるケースが多く、これは国際的に特異な例であるとされる。館長職の権限および位置づけも様々で、名誉職として位置づける大学もあれば、大学全体の情報組織を統括する立場として副学長が図書館長を兼任する例もみられる。
大学では、学校教育法の規定により教育研究等の活動を自己点検・評価し、その結果を公表するものとされ、また国が認めた認証評価機関による第三者評価を義務付けられている。図書館もまた評価活動を行う主体であり、調査により現状を把握し、改善に役立てることを基本目的として評価活動が行われる。これら評価活動は単に利用者の意見や満足度を知るのみならず、図書館がいかに教育や研究に寄与したかを実証して適正な予算配分を得るためにも不可欠であり、そのために評価指標の標準化が試みられてきた。また、1980年代以降はそれまでの資源の投入（インプット）を重視した評価だけでなく、図書館が提供した資料やサービスなどのアウトプットや、アウトプットによりもたらされた利用者の成果であるアウトカムなど、様々な側面から図書館が評価されるようになった。このためISO規格である「図書館パフォーマンス指標」（ISO11620）が評価規格として持ち込まれ、2002年にはJIS X0812として国家規格とされた。また、利用者サービスの質を測定するために顧客満足の概念が図書館評価にも応用され、米国研究図書館協会ではサービス品質の調査手法として用いられてきたSERVQUALを図書館評価に適用したLibQUAL+を開発して世界各国での調査活動に用いており、日本でも独自にSERVQUALを応用して評価活動を行う大学がみられる。

## 提供サービス
本節では、一般の公共図書館とは異なる大学図書館に特徴的なサービスについて取り扱う。

### 指定図書制度
指定図書制度（英語: reserved books）は、教員が学生に対し必読の文献として指定した図書を、一般図書と区別して配架し、
貸出期間も通常より短い期間ないし館内閲覧のみに留めて利用できるようにする制度である。元来はアメリカの大学において講義と関連する資料を多くの学生に読ませるために始まった教育的配慮であり、教員の指導メソッドと密接に結びつくものであるが、日本では単なる複本の用意に留まっている例もあるとされる。

### 情報リテラシー教育
大学図書館が利用者の学習・研究活動に資するためには、利用者自らが図書館の利用方法に通じている必要があり、そのために利用者教育が必要とされる。日本では医学・薬学系図書館が利用者教育に早期から熱心であったが、これは研究活動においてMEDLINEなどのデータベースの利用が不可欠であり、基礎的な素養として文献の検索能力が求められてきたためである。大学図書館でも公共図書館と同様にレファレンス・サービスを行うが、大学図書館においては質問に対する回答そのものを提供する「直接情報提供サービス」のほかに、情報の見つけ方を教える「利用者教育」もその一環となる。日本ではかつて利用者に対する十分なリテラシー教育を伴わないままに、「利用者教育」の名目を盾に、ただ目録を見るよう指示するだけのレファレンス・サービスが横行してきたが、各種オリエンテーションやガイダンスを通じて利用者に図書館の利用方法について指導することで、大学図書館が利用者のリテラシー教育に参画するようになってきた。1996年の『大学図書館における電子図書館機能の充実・強化について （建議）』では、「大学図書館は，これら電子的教材作成，情報リテラシー教育及び学生の自主学習等に対する支援において，その一翼を担うことが求められている」と、大学図書館が果たすべきリテラシー教育の役割について言及しており、大学図書館の協力のもと、利用者教育を行う体制の整備の必要性を指摘している。2001年日本図書館協会によって出された『図書館利用教育ガイドライン 合冊版』では、総合的なリテラシー教育の必要性を唱え、印象付けから情報表現法に至るまでの5つの段階で、大学図書館が行う利用者教育の目標を明文化すべきであるとした。

### 研究室貸出及び研究室所蔵本
研究室がそこで専用に使用する本を大学図書館の運営費用ではなく研究費用で導入する本であっても、大学図書館を通じで導入する本を大学図書館がOPAC検索などでも登録されて図書コードを付与して管理している大学もある。図書館に所蔵される本で無いので、研究室と無関係な者への貸し出しや閲覧ができない大学もある。